# هوائي مقياس التداخل الليزري الفضائي
هوائي مقياس التداخل الليزري الفضائي (ليزا) LISA (بالإنجليزية: Laser Interferometer Space Antenna) هو مهمة مقترحة لوكالة الفضاء الأوروبية تهدف إلى الكشف عن الأمواج الثقالية وقياسها بدقة في الفضاء الخارجي.
تتكون تجربة ليزا من ثلاثة أقمار صناعية موزعة في الفضاء في شكل مثلث، حيث تبلغ المسافة بينهم 5و2 كليومتر . الثلاثة أقمار صناعية تعمل كمطياف تداخل لقياس موجات ثقالية تنشأ في الكون. كا هذا المشروع مخططا للة إيسا الأوروبية وناسا الأمريكية، ولكن انسحبت ناسا منه بسبب قلة الميزانية في عام 2011.
وتعطلت التجربة وقامت إيسا بادخال تحسينات فيها في عام 2017 ومن المفترض أن ترسل الثلاثة اقمار صناعية إلى
الفضاء في عام 2025على الأكثر.
في عام 2015 استطاعت تجربة ليغو (وهي تجربة تمت على الأرض) اثبات امكانية قياس الموجات الثقالية ، وحصل ثلاثة من العلماء الأمركيين على جائزة نوبل 2016 للفيزياء.
في 11 فبراير 2016 نشرت مجموعة العلماء العاملة على مرصد ليغو عن أول تسجيل ناجح لقياس موجة ثقالية مباشرة سجلها مقياس التداخل المتعامد في سبتمبر 2015. كانت الموجة الثقالية ناتجة عن اصتدام ثقبين أسودين .
وتعتبر تلك القياسة أحد أحجار الزاوية في تاريخ علم الفلك، وفي عام 2017 منحت جائزة نوبل للفيزياء 2017 إلى العلماء راينر وايس وباري باريش وكيب ثورن لإجراء مشاهدة موجة ثقالية بواسطة مكشاف ليغو .

## اقرأ أيضا
- بعثة ليزا باثفايندر
- ليغو (مرصد)
- مقياس ميكلسون للتداخل
- موجة ثقالية
- بيسيب ومصفوف كيك
- تجربة مايكلسون
- تداخل (فيزياء)